# Panathīnaïkos Athlītikos Omilos 2014-2015 (pallacanestro maschile)
Questa voce raccoglie le informazioni riguardanti il Panathīnaïkos B.C. nelle competizioni ufficiali della stagione 2014-2015.

## Stagione
La stagione 2014-2015 del Panathīnaïkos è la 64ª nel massimo campionato greco di pallacanestro, l'A1 Ethniki.

## Roster
Aggiornato al 11 ottobre 2021.
| Panathīnaïkos 2014-15 | Panathīnaïkos 2014-15 |
| Giocatori             | Staff tecnico         |
| --------------------- | --------------------- |

| N. | Naz.                                        | Ruolo | Nome                     | Anno | Alt.   | Peso   |  |
| -- | ------------------------------------------- | ----- | ------------------------ | ---- | ------ | ------ |  |
| 5  | Grecia (bandiera)                           | AG    | Vasilīs Charalampopoulos | 1997 | 202 cm | 104 kg |  |
| 6  | Stati Uniti (bandiera)                      | G     | A.J. Slaughter           | 1987 | 191 cm | 80 kg  |  |
| 7  | Grecia (bandiera)                           | PG    | Leuterīs Mpochōridīs     | 1994 | 196 cm | 90 kg  |  |
| 8  | Serbia (bandiera) · Grecia (bandiera)       | AP    | Vladimir Janković        | 1990 | 202 cm | 99 kg  |  |
| 9  | Grecia (bandiera)                           | AG    | Antōnīs Fōtsīs           | 1981 | 209 cm | 110 kg |  |
| 10 | Stati Uniti (bandiera) · Serbia (bandiera)  | G     | DeMarcus Nelson          | 1985 | 193 cm | 90 kg  |  |
| 11 | Grecia (bandiera)                           | G     | Nikos Pappas             | 1990 | 196 cm | 95 kg  |  |
| 12 | Grecia (bandiera)                           | C     | Loukas Maurokefalidīs    | 1984 | 210 cm | 118 kg |  |
| 13 | Grecia (bandiera)                           | P     | Dīmītrīs Diamantidīs (C) | 1980 | 196 cm | 100 kg |  |
| 14 | Stati Uniti (bandiera)                      | AG    | James Gist               | 1986 | 205 cm | 105 kg |  |
| 15 | Uruguay (bandiera) · Spagna (bandiera)      | C     | Esteban Batista          | 1983 | 208 cm | 120 kg |  |
| 16 | Grecia (bandiera)                           | P     | Antōnīs Koniarīs         | 1997 | 193 cm | 84 kg  |  |
| 17 | Grecia (bandiera)                           | C     | Giōrgos Diamantakos      | 1995 | 215 cm | 115 kg |  |
| 18 | Lettonia (bandiera)                         | P     | Jānis Blūms              | 1982 | 190 cm | 90 kg  |  |
| 19 | Grecia (bandiera)                           | C     | Giōrgos Papagiannīs      | 1997 | 218 cm | 115 kg |  |
| 20 | Grecia (bandiera)                           | PG    | Michalīs Lountzīs        | 1998 | 196 cm | 86 kg  |  |
| 20 | Stati Uniti (bandiera)                      | AC    | Raymar Morgan            | 1988 | 203 cm | 100 kg |  |
| 21 | Stati Uniti (bandiera)                      | AC    | Julian Wright            | 1987 | 203 cm | 105 kg |  |
| 21 | Stati Uniti (bandiera)                      | P     | D.J. Cooper              | 1990 | 183 cm | 80 kg  |  |
| 31 | Stati Uniti (bandiera) · Nigeria (bandiera) | C     | Gani Lawal               | 1988 | 206 cm | 106 kg |  |

| Allenatore                                                                                     |
| - Duško Ivanović (fino al 3 maggio) - Sōtīrīs Manōlopoulos (dal 4 maggio)                      |
| Assistente/i                                                                                   |
| - Sōtīrīs Manōlopoulos (fino al 4 maggio) Legenda - (C) Capitano - (IN) Inattivo - Infortunato |

## Mercato

### Sessione estiva
| Acquisti | Acquisti             | Acquisti               | Acquisti               | Acquisti |
| R.       | Nome                 | da                     | Modalità               |          |
| -------- | -------------------- | ---------------------- | ---------------------- | -------- |
| C        | Giōrgos Papagiannīs  | Westtown High School   | definitivo             |          |
| C        | Esteban Batista      | Karşıyaka              | definitivo             |          |
| PG       | Leuterīs Mpochōridīs | Aris Salonicco         | definitivo (350.000 €) |          |
| G        | A.J. Slaughter       | Élan Chalon            | definitivo             |          |
| P        | Jānis Blūms          | Astana                 | definitivo             |          |
| G        | DeMarcus Nelson      | Stella Rossa           | definitivo             |          |
| P        | Antōnīs Koniarīs     | PAOK Salonicco         | definitivo             |          |
| PG       | Michalīs Lountzīs    | Kronos Agiou Dīmītriou | definitivo             |          |

| Cessioni | Cessioni            | Cessioni           | Cessioni       | Cessioni |
| R.       | Nome                | a                  | Modalità       |          |
| -------- | ------------------- | ------------------ | -------------- | -------- |
| P        | Roko Ukić           | Cedevita Junior    | fine contratto |          |
| C        | Shang Ping          | Tianjin Gold Lions | fine contratto |          |
| AP       | Michael Bramos      | Free agent         | rescissione    |          |
| G        | Ramel Curry         | Limoges CSP        | fine contratto |          |
| AG       | Stéphane Lasme      | Anadolu Efes       | rescissione    |          |
| P        | Zack Wright         | İstanbul B.B.      | fine contratto |          |
| AP       | Jonas Mačiulis      | Real Madrid        | rescissione    |          |
| C        | Mike Batiste        |                    | ritirato       |          |
| A        | Giōrgos Apostolidīs | Doxa Lefkadas      | fine contratto |          |

### Dopo l'inizio della stagione
| Acquisti | Acquisti      | Acquisti           | Acquisti        | Acquisti   |
| R.       | Nome          | da                 | Data            | Modalità   |
| -------- | ------------- | ------------------ | --------------- | ---------- |
| AC       | Julian Wright | Free agent         | 16 ottobre 2014 | definitivo |
| C        | Gani Lawal    | Trabzonspor        | 31 gennaio 2015 | definitivo |
| AC       | Raymar Morgan | BG 74 Gottinga     | 12 maggio 2015  | definitivo |
| P        | D.J. Cooper   | Enisey Krasnojarsk | 12 maggio 2015  | definitivo |

| Cessioni | Cessioni      | Cessioni      | Cessioni         | Cessioni    |
| R.       | Nome          | a             | Data             | Modalità    |
| -------- | ------------- | ------------- | ---------------- | ----------- |
| AC       | Julian Wright | Bnei Herzliya | 31 dicembre 2014 | rescissione |
| C        | Gani Lawal    | Free agent    | 11 maggio 2015   | rescissione |